# Say No to Sin
Say No to Sin è l'album musicale di esordio del gruppo Grand Island, pubblicato nel 2006.

## Tracce
1. Love Is a Dog from Hell
2. Fountain
3. Us Annexed
4. Set Your House on Fire
5. Good Enough
6. ...And Then I Still Said Yes to Sin
7. Vanity
8. Cobra Verde
9. Them Lucky Boys
10. Ghost in the Lighthouse
11. The Inbetween Is the Everything